# Tigran Avanesyan
Tigran Benikovič Avanesyan (in russo Тигран Беникович Аванесян?; in armeno Տիգրան Ավանեսյան?; Tashkent, 13 aprile 2002) è un calciatore armeno con cittadinanza russa, centrocampista dell'Arsenal Tula.

## Biografia
Nato a Tashkent, in Uzbekistan, si è trasferito in Russia all'età di due anni.

## Caratteristiche tecniche
È un centrocampista centrale.

## Carriera

### Club
Cresciuto nel settore giovanile del CSKA Mosca, non riesce mai a debuttare in prima squadra. Nel 2022 viene ceduto al Baltika, dapprima in prestito poi a titolo definitivo.

### Nazionale
Vanta 25 presenze con le rappresentative giovanili russe. Nel 2023 risponde alla chiamata della nazionale Under-21 di calcio dell'Armenia e decide di rappresentare l'Armenia come nazionale maggiore, con cui esordisce il 26 marzo 2024 in amichevole contro la Rep. Ceca.

## Statistiche

### Cronologia presenze e reti in nazionale
| Cronologia completa delle presenze e delle reti in nazionale ― Armenia | Cronologia completa delle presenze e delle reti in nazionale ― Armenia | Cronologia completa delle presenze e delle reti in nazionale ― Armenia | Cronologia completa delle presenze e delle reti in nazionale ― Armenia | Cronologia completa delle presenze e delle reti in nazionale ― Armenia | Cronologia completa delle presenze e delle reti in nazionale ― Armenia | Cronologia completa delle presenze e delle reti in nazionale ― Armenia | Cronologia completa delle presenze e delle reti in nazionale ― Armenia |
| Data                                                                   | Città                                                                  | In casa                                                                | Risultato                                                              | Ospiti                                                                 | Competizione                                                           | Reti                                                                   | Note                                                                   |
| ---------------------------------------------------------------------- | ---------------------------------------------------------------------- | ---------------------------------------------------------------------- | ---------------------------------------------------------------------- | ---------------------------------------------------------------------- | ---------------------------------------------------------------------- | ---------------------------------------------------------------------- | ---------------------------------------------------------------------- |
| 26-3-2024                                                              | Praga                                                                  | Rep. Ceca                                                              | 2 – 1                                                                  | Armenia                                                                | Amichevole                                                             | -                                                                      | 81’                                                                    |
| 6-6-2025                                                               | Pristina                                                               | Kosovo                                                                 | 5 – 2                                                                  | Armenia                                                                | Amichevole                                                             | -                                                                      |                                                                        |
| 9-6-2025                                                               | Niksic                                                                 | Montenegro                                                             | 2 – 2                                                                  | Armenia                                                                | Amichevole                                                             | -                                                                      | 67’                                                                    |
| Totale                                                                 |                                                                        | Presenze                                                               | 3                                                                      |                                                                        | Reti                                                                   | 0                                                                      |                                                                        |